# Coelogyne pulverula
Coelogyne pulverula är en orkidéart som beskrevs av Johannes Elias Teijsmann och Simon Binnendijk.
Coelogyne pulverula ingår i släktet Coelogyne och familjen orkidéer. Inga underarter finns listade i Catalogue of Life.

## Bildgalleri

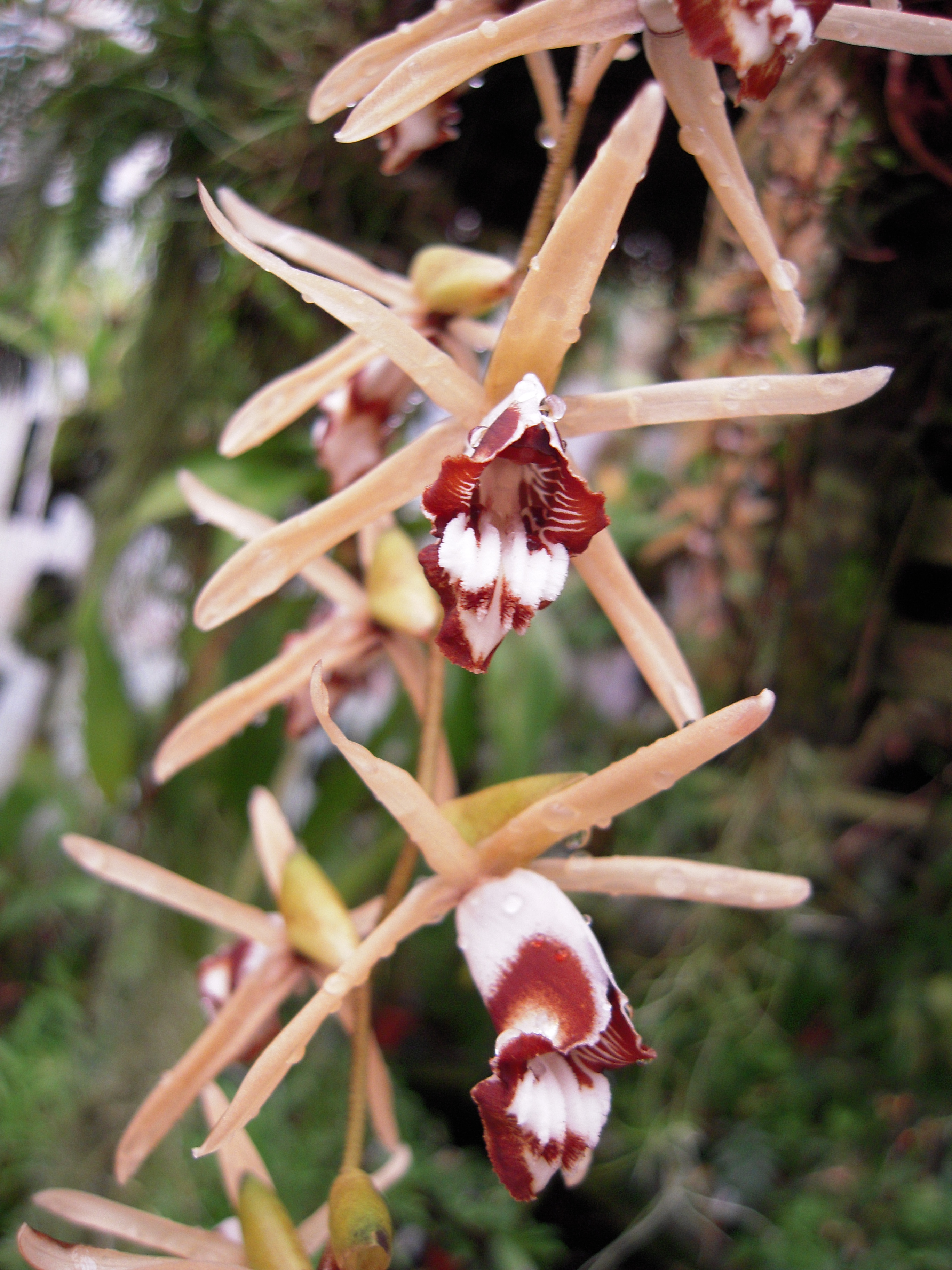